# Rodney Klooster
Rodney Klooster (Capelle aan den IJssel, 26 november 1996) is een Nederlands voetballer die doorgaans als verdediger speelt. Zijn tweelingbroer Milton Klooster is ook voetballer.

## Carrière
Rodney Klooster maakte zijn debuut voor FC Dordrecht in de Eerste divisie op 21 oktober 2016, in de met 1-4 verloren thuiswedstrijd tegen Almere City FC. Hij begon in de basis en speelde de hele wedstrijd. Eind november werd zijn amateurcontract ontbonden omdat hij daarmee maar vier wedstrijden mocht spelen zonder dat de club een opleidingsvergoeding aan zijn vorige clubs moest betalen en hij geen overeenstemming wist te bereiken met de club over een contract. In de winterstop sloot hij aan bij AS Trenčín, waar ook zijn tweelingbroer Milton speelde. Hij debuteerde voor Trenčín op 12 maart 2017, in de met 4-1 gewonnen thuiswedstrijd tegen MFK Zemplín Michalovce. Hij speelde twee halve seizoenen voor Trenčín, waarna hij in januari 2018 naar FC Eindhoven vertrok. Medio 2019 liep zijn contract af en ging hij naar Botev Plovdiv in Bulgarije. In november 2019 liet hij zijn contract daar ontbinden. In januari 2020 tekende hij een contract bij het Finse FC Inter Turku. Daar kwam hij enkel in drie bekerwedstrijden in actie en in juli 2020 werd zijn contract ontbonden. Hij vervolgde zijn loopbaan in Georgië Dinamo Tbilisi. Klooster kwam in drie competitiewedstrijden in actie en werd met zijn club Georgisch landskampioen. Hierna liep zijn contract af. Vanaf het seizoen 2021/22 komt hij uit voor SV TEC.

## Clubstatistieken
| Seizoen                        | Club           | Competitie     | Competitie | Competitie | Beker | Beker | Internationaal | Internationaal | Totaal | Totaal |
| Seizoen                        | Club           | Competitie     | Wed.       | Dlp.       | Wed.  | Dlp.  | Wed.           | Dlp.           | Wed.   | Dlp.   |
| ------------------------------ | -------------- | -------------- | ---------- | ---------- | ----- | ----- | -------------- | -------------- | ------ | ------ |
| 2016/17                        | FC Dordrecht   | Eerste divisie | 4          | 0          | 0     | 0     | —              | —              | 4      | 0      |
| 2016/17                        | AS Trenčín     | Fortuna Liga   | 6          | 0          | 0     | 0     | 0              | 0              | 6      | 0      |
| 2017/18                        | AS Trenčín     | Fortuna Liga   | 3          | 0          | 0     | 0     | 3              | 0              | 6      | 0      |
| 2017/18                        | FC Eindhoven   | Eerste divisie | 12         | 0          | 0     | 0     | —              | —              | 12     | 0      |
| 2018/19                        | FC Eindhoven   | Eerste divisie | 10         | 0          | 0     | 0     | —              | —              | 10     | 0      |
| Carrièretotaal                 | Carrièretotaal | Carrièretotaal | 35         | 0          | 0     | 0     | 3              | 0              | 38     | 0      |
| Bijgewerkt op 16 februari 2019 |                |                |            |            |       |       |                |                |        |        |